# Alter Alma
Alter Alma — дебютный и единственный полноформатный альбом испанской дум-/готик-метал-группы «7th Moon». Изначально выпущенный для аргентинского рынка в 2001 году, был переиздан в 2002 лейблом «Armadeggon Shadow» (подразделение Trisol Music Group GmbH).

## Список композиций
| №  | Название                   | Длительность |
| -- | -------------------------- | ------------ |
| 1. | «Love, Sweet Death»        | 4:44         |
| 2. | «The Eternal Flight»       | 5:54         |
| 3. | «I'm The King Again»       | 5:34         |
| 4. | «Land Of Rain»             | 4:47         |
| 5. | «The Shine Of The Unknown» | 6:48         |
| 6. | «The Mermaid Chant»        | 4:48         |
| 7. | «Man Lives Apart»          | 7:22         |

## Реакция
В немецкой редакции журнала Metal Hammer альбом был оценен на 5 баллов из 7.
Штефан Глаз (нем. Stefan Glas) из немецкого тематического журнала Rock Hard оценил работу испанцев на 8 баллов из 10, отметив удачное объединение дум-метала с элементами готик- и даже дэт- и грув-метала. Он сравнил музыку на «Alter Alma» с творчеством легендарных Candlemass, особо отметив композицию «The Eternal Flight».